# سكسيك
السَّكْسِيك هو جنس من محار المياه المالحة الصغيرة، الرخويات البحرية ذوات الصدفتين في فصيلة السكسيكيَّات.